# Tibellus
Genre
Synonymes
- Tibellinus Simon, 1910

Tibellus est un genre d'araignées aranéomorphes de la famille des Philodromidae.

## Distribution
Les espèces de ce genre se rencontrent en Afrique, en Amérique, en Asie, en Europe et en Australie.

## Liste des espèces
Selon World Spider Catalog (version 24.5, 19/11/2023) :
- Tibellus affinis O. Pickard-Cambridge, 1898
- Tibellus armatus Lessert, 1928
- Tibellus asiaticus Kulczyński, 1908
- Tibellus aspersus Danilov, 1991
- Tibellus australis (Simon, 1910)
- Tibellus bruneitarsis Lawrence, 1952
- Tibellus californicus Schick, 1965
- Tibellus chamberlini Gertsch, 1933
- Tibellus chaturshingi Tikader, 1962
- Tibellus chilensis Mello-Leitão, 1943
- Tibellus cobusi Van den Berg & Dippenaar-Schoeman, 1994
- Tibellus cucurbitus Yang, Zhu & Song, 2005
- Tibellus demangei Jézéquel, 1964
- Tibellus deokjeok Jang, Lee, Yoo, Bae & Kim, 2023
- Tibellus duttoni (Hentz, 1847)
- Tibellus fengi Efimik, 1999
- Tibellus flavipes Caporiacco, 1939
- Tibellus gerhardi Van den Berg & Dippenaar-Schoeman, 1994
- Tibellus gimcheon Jang, Lee, Yoo, Bae & Kim, 2023
- Tibellus hollidayi Lawrence, 1952
- Tibellus insularis Gertsch, 1933
- Tibellus jabalpurensis Gajbe & Gajbe, 1999
- Tibellus japonicus Efimik, 1999
- Tibellus katrajghatus Tikader, 1962
- Tibellus kibonotensis Lessert, 1919
- Tibellus kimi Kim & Seong, 2015
- Tibellus macellus Simon, 1875
- Tibellus maritimus (Menge, 1875)
- Tibellus minor Lessert, 1919
- Tibellus nigeriensis Millot, 1942
- Tibellus nimbaensis Van den Berg & Dippenaar-Schoeman, 1994
- Tibellus oblongus (Walckenaer, 1802)
- Tibellus orientis Efimik, 1999
- Tibellus pashanensis Tikader, 1980
- Tibellus pateli Tikader, 1980
- Tibellus poonaensis Tikader, 1962
- Tibellus propositus Roewer, 1951
- Tibellus rothi Schick, 1965
- Tibellus septempunctatus Millot, 1942
- Tibellus seriepunctatus Simon, 1907
- Tibellus shikerpurensis Biswas & Raychaudhuri, 2003
- Tibellus sihwa Jang, Lee, Yoo, Bae & Kim, 2023
- Tibellus somaliensis Van den Berg & Dippenaar-Schoeman, 1994
- Tibellus spinosus Schiapelli & Gerschman, 1941
- Tibellus sunetae Van den Berg & Dippenaar-Schoeman, 1994
- Tibellus tenellus (L. Koch, 1876)
- Tibellus utotchkini Ponomarev, 2008
- Tibellus vitilis Simon, 1906
- Tibellus vossioni Simon, 1884
- Tibellus yeongdong Jang, Lee, Yoo, Bae & Kim, 2023
- Tibellus zhui Tang & Song, 1989

## Systématique et taxinomie
Ce genre a été décrit par Simon en 1875 dans les Thomisidae. Il est placé dans les Philodromidae par Homann en 1975.
Tibellinus a été placé en synonymie par Van den Berg et Dippenaar-Schoeman en 1994.
Tibelloides, placé en synonymie par Mello-Leitão en 1945, a été relevé de synonymie par Prado, Baptista, Schinelli et Takiya en 2022.

## Publication originale
- Simon, 1875 : Les arachnides de France. Paris, vol. 2, p. 1-350.